# Dicranomyia maligna
Dicranomyia maligna är en tvåvingeart som först beskrevs av Alexander 1945.  Dicranomyia maligna ingår i släktet Dicranomyia och familjen småharkrankar.
Artens utbredningsområde är Peru. Inga underarter finns listade i Catalogue of Life.